# Япония на летних Олимпийских играх 1992
На Летних Олимпийских играх 1992 года Япония была представлена 256 спортсменами (175 мужчин, 81 женщин), выступавшими в 24 видах спорта. Они завоевали 3 золотых, 8 серебряных и 11 бронзовых медали, что вывело команду на 17-е место в неофициальном командном зачёте.

## Медалисты
| Медаль  | Спортсмен                                                                                | Вид спорта            | Дисциплина                          |
| ------- | ---------------------------------------------------------------------------------------- | --------------------- | ----------------------------------- |
| Золото  | Кёко Ивасаки                                                                             | Плавание              | Женщины, 200 м брассом              |
| Золото  | Тосихико Кога                                                                            | Дзюдо                 | Мужчины, до 71 кг                   |
| Золото  | Хидэхико Ёсида                                                                           | Дзюдо                 | Мужчины, до 78 кг                   |
| Серебро | Юкио Икэтани                                                                             | Спортивная гимнастика | Мужчины, вольные упражнения         |
| Серебро | Наоя Огава                                                                               | Дзюдо                 | Мужчины, свыше 95 кг                |
| Серебро | Рёко Тани                                                                                | Дзюдо                 | Женщины, до 48 кг                   |
| Серебро | Норико Мидзогути                                                                         | Дзюдо                 | Женщины, до 52 кг                   |
| Серебро | Ёко Танабэ                                                                               | Дзюдо                 | Женщины, до 72 кг                   |
| Серебро | Коити Морисита                                                                           | Лёгкая атлетика       | Мужчины, марафон                    |
| Серебро | Юко Аримори                                                                              | Лёгкая атлетика       | Женщины, марафон                    |
| Серебро | Кадзуми Ватанабэ                                                                         | Стрельба              | Мужчины, трап                       |
| Бронза  | Юкио Икэтани Ёсиаки Хатакэда Такаси Тинэн Дайсукэ Нисикава Ютака Аихара Масаюки Мацунага | Спортивная гимнастика | Мужчины, командное первенство       |
| Бронза  | Масаюки Мацунага                                                                         | Спортивная гимнастика | Мужчины, брусья                     |
| Бронза  | Фумико Окуно                                                                             | Синхронное плавание   | Женщины, соло                       |
| Бронза  | Фумико Окуно Аки Такаяма                                                                 | Синхронное плавание   | Женщины, дуэт                       |
| Бронза  | Таданори Косино                                                                          | Дзюдо                 | Мужчины, до 60 кг                   |
| Бронза  | Хиротака Окада                                                                           | Дзюдо                 | Мужчины, до 86 кг                   |
| Бронза  | Тиёри Татэно                                                                             | Дзюдо                 | Женщины, до 56 кг                   |
| Бронза  | Ёко Сакауэ                                                                               | Дзюдо                 | Женщины, свыше 72 кг                |
| Бронза  | Рёхэй Коба                                                                               | Стрельба              | Мужчины, винтовка из трёх положений |
| Бронза  | Косэй Акаиси                                                                             | Вольная борьба        | Мужчины, до 68 кг                   |
| Бронза  | Сборная                                                                                  | Бейсбол               | Мужчины                             |

## Результаты соревнований

### Академическая гребля
В следующий раунд из каждого заезда проходили несколько лучших экипажей (в зависимости от дисциплины). В финал A выходили 6 сильнейших экипажей, остальные разыгрывали места в утешительных финалах B-D.
Мужчины
| Соревнование | Спортсмены                    | Предварительный заезд | Предварительный заезд | Предварительный заезд | Отборочный заезд | Отборочный заезд | Отборочный заезд | Полуфинал      | Полуфинал      | Полуфинал      | Финал   | Финал   | Итоговое место |
| Соревнование | Спортсмены                    | Заезд                 | Время                 | Место                 | Заезд            | Время            | Место            | Заезд          | Время          | Место          | Время   | Место   | Итоговое место |
| ------------ | ----------------------------- | --------------------- | --------------------- | --------------------- | ---------------- | ---------------- | ---------------- | -------------- | -------------- | -------------- | ------- | ------- | -------------- |
| двойки       | Мицуру Кимура Кадзуаки Мимото | 2                     | 7:25,20               | 5                     | 4                | 7:26,14          | 4 QC             | не участвовали | не участвовали | не участвовали | Финал C | Финал C | 18             |
| двойки       | Мицуру Кимура Кадзуаки Мимото | 2                     | 7:25,20               | 5                     | 4                | 7:26,14          | 4 QC             | не участвовали | не участвовали | не участвовали | 7:17,93 | 6       | 18             |